# سد تهم
سد تهم، سدی خاکی با هسته رسی در جنوب روستای تهم و در فاصله ۱۵ کیلومتری شمال غربی شهر زنجان در استان زنجان است که بر روی رودخانه سارمساقلو ساخته شده است. در ۳۰۰ متری بالادست سد، رودخانه تهم و گله رود به هم می‌پیوندند و رودخانه سارمساقلو را تشکیل می‌دهند و به سد تهم می‌رسند. این رودخانه از شاخه‌های زنجان رود است، که زنجان رود خود نیز یکی از شاخه‌های رودخانه قزل اوزن می‌باشد.
یکی از بزرگ‌ترین تفرجگاه‌های شهر زنجان، سد تهم است که علاقه‌مندان به طبیعت گردی، عکاسی، ماهیگیری و قایق‌سواری به این منطقه می‌آیند. در دریاچه سد تهم ماهیانی همچون زردپر، شیربت و کپور وجود دارد. شنا در این دریاچه اصلاً توصیه نمی‌شود و تا به حال قربانیان زیادی در این سد داشته است. دلیل عمده آن‌ها تغییر عمق ناگهانی در دریاچه سد، افتادن ناگهانی در چاله‌های کف دریاچه سد و عدم مهارت در شنا بوده است. ولی اگر می‌خواهید به میان این دریاچه بروید روی گزینهٔ قایق‌سواری حساب ویژه‌ای باز کنید.
دستیابی به محل سد از طریق جاده‌های اصلی و راه‌آهن کشوری تا شهر زنجان و جاده فرعی آسفالته زنجان ـ تهم امکان‌پذیر می‌باشد.

## اهداف
هدف اصلی سد تعم تأمین آب شرب شهر زنجان و کاهش استفاده از آب زیرزمینی برای این منظور بوده است. تا سال ۱۴۰۵، شهر زنجان نیاز به ۶۷ میلیون مترمکعب آب خواهد داشت که از این میزان حدود ۳۶٫۶ میلیون مترمکعب آن با بهره‌برداری از منابع آب زیرزمینی حدود ۳۰٫۴ میلیون مترمکعب آن توسط آب تنظیم شده توسط سد تهم تأمین خواهد شد.
علاوه بر آن سهم حقابه‌های اراضی پائین دست ۱/۴ میلیون مترمکعب در سال می‌باشد که با استفاده از سیستم بهره‌برداری از سد تهم تأمین می‌گردد.

## مشخصات سد
سد تهم از نوع خاکی با هسته رسی بوده و ارتفاع تاج سد از پی ۱۲۳٫۷ متر، عرض تاج سد ۱۲ متر و طول تاج سد ۴۵۱ متر است. حجم مخزن سد تهم ۷۸٫۷۸ میلیون متر مکعب است. برای دسترسی به اتاق شیرهای هیدرولیکی سد تونلی به طول ۳۰۳ متر و قطر ۴٫۵ متر در سد تعبیه شده است.
حوضه آبریز این سد ۱۶۱ کیلومتر مربع بوده و آورد آب سالانه‌ای معادل ۳۷٫۵ میلیون متر مکعب دارد. از این میزان در حدود ۳۴٫۵۹ میلون متر مکعب آن قابل تنظیم برای استفاده است.

### بند انحرافی همایون
در سه کیلومتری پائین دست سد تهم، بند انحرافی همایون شامل سیستم انحراف، سرریز، حوضچه آرامش، دهانه آبگیر و مجرای تخلیه رسوبات ساخته شده است که دارای بدنه بتنی است و آب رهاسازی شده توسط سد تهم را توسط لوله فولادی به طول ۱۱٫۵ کیلومتر و به قطر ۱۲۰۰ میلیمتر به تصفیه خانه آب شرب به صورت ثقلی انتقال می‌دهد.

## نگارخانه

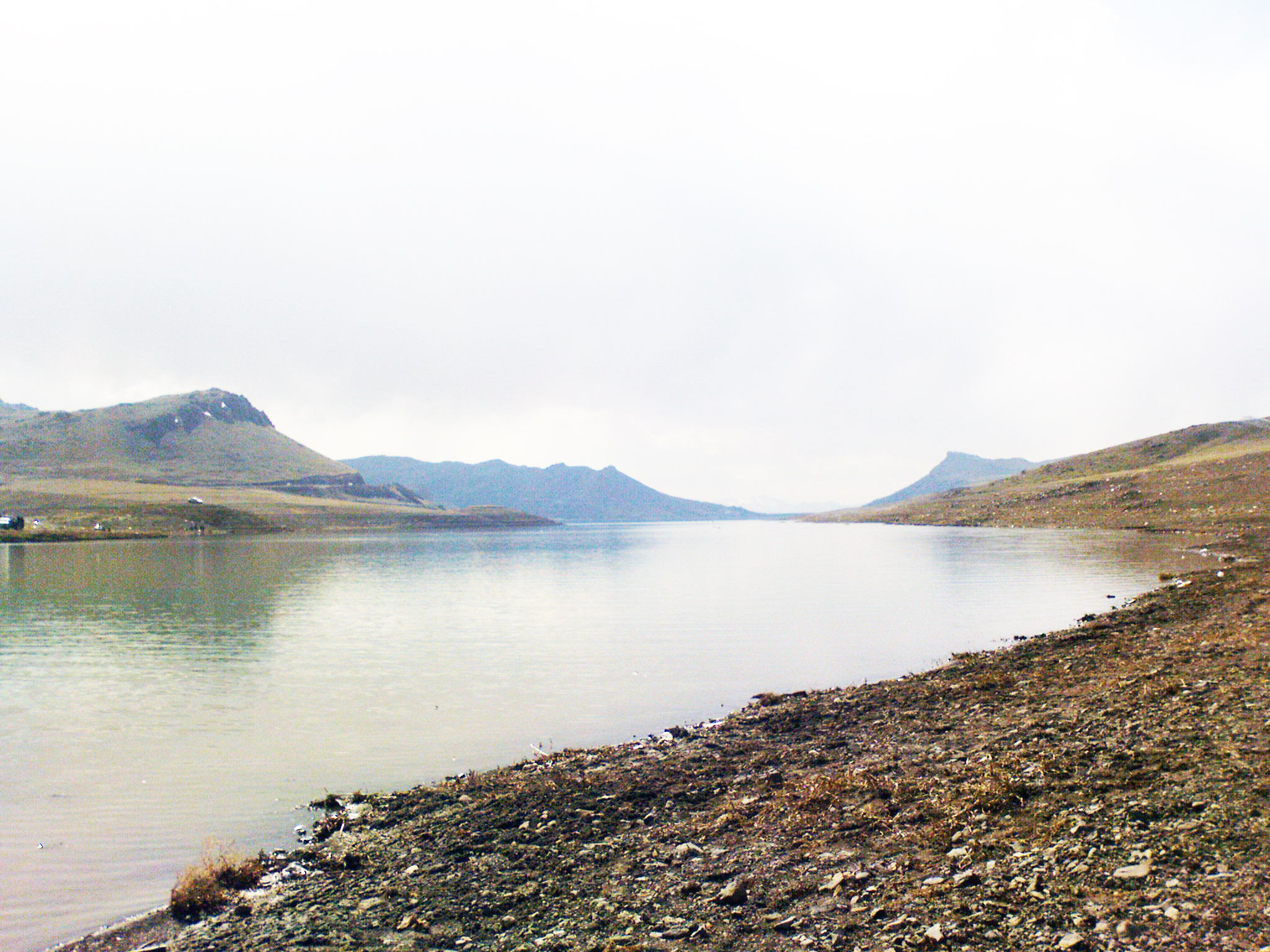
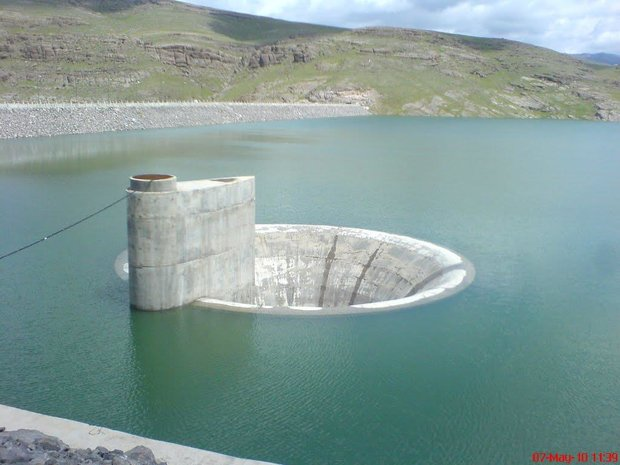